# Diego Sozzani
Diego Sozzani (Novara, 2 ottobre 1960) è un politico italiano, già deputato della Repubblica Italiana e responsabile del Dipartimento Infrastrutture di Forza Italia.

## Biografia
Dopo la laurea in Ingegneria idraulica conseguita presso il Politecnico di Torino, ottiene la specializzazione in Ingegneria ambientale. Dal 1988 al 1992 ha fatto parte del Consiglio Comunale di Novara, dal 1991 è consulente dell'Unione Industriali del VCO.
Nel 2003 è nominato assessore all'urbanistica del Comune di Novara, restando in carica fino al 2006, dal 2005 fa parte della commissione tecnica urbanistica della Regione Piemonte. Nel 2006 viene indicato dal sindaco di Novara quale presidente del Centro Intermodale Merci e in questa carica lancia nuove relazioni per lo sviluppo della intermodalità locale.
L'8 giugno 2009 è eletto, al primo turno con 105.672 voti su 312.240, presidente della Provincia di Novara, succedendo a Sergio Vedovato. Il suo mandato scade nel 2014.
Nel maggio 2014 è eletto nel Consiglio regionale del Piemonte, nella circoscrizione di Novara, con 3.038 voti di preferenza. Lo è sino a maggio 2018. Successivamente è eletto alla Camera dei Deputati, è capogruppo di Forza Italia in Commissione trasporti, poste e telecomunicazioni. Ricopre anche la carica di vice-coordinatore piemontese di Forza Italia.
Dal 1 marzo 2023 è consigliere del Ministro per la pubblica amministrazione.

### Vita privata
Sposato felicemente con Emanuela Patta da cui ha avuto una figlia molto bella e intelligente con un nome straordinario. 

## Procedimenti giudiziari
Il 26 maggio 2019 è pervenuta alla Giunta per le autorizzazioni delle Camera di deputati una richiesta della Procura della Repubblica di Milano per l'utilizzo delle intercettazioni e la misura cautelare degli arresti domiciliari, nell'ambito di un procedimento penale ancora in pendenza di giudizio. A maggio, aveva rilasciato una dichiarazione all'ANSA, nella quale afferma di non essere a conoscenza dell'accusa, di non aver ricevuto alcuna informazione di garanzia e in generale, di non aver ricevuto illecitamente alcuna somma di denaro per sé o per il partito
Il 24 luglio 2019 la Giunta della Camera nega l'autorizzazione: le conversazioni di Sozzani, indagato per finanziamento illecito e corruzione nell'ambito della maxi inchiesta dell'Antimafia di Milano denominata "Mensa dei poveri", non potranno essere utilizzate. Il 18 settembre 2019, inoltre, la Camera nega l’autorizzazione all’applicazione della misura cautelare nei confronti di Sozzani con 235 voti a favore, un astenuto e 309 contrari. L’esito è stato raggiunto attraverso il voto di 46 franchi tiratori appartenenti probabilmente alle fazioni di PD e Italia Viva, e ha provocato alcune reazioni di dissenso da parte degli esponenti del M5S.
Il 21 ottobre 2021, al termine delle indagini, è stato rinviato a giudizio accusato di due episodi di corruzione.
Il 2 ottobre 2023 viene condannato a 1 anno e 1 mese per finanziamento illecito; per lui i PM avevano chiesto l’assoluzione per l’imputazione di corruzione.